# Josh Burnett
Josh Burnett (Invercargill, 26 oktober 2000) is een Nieuw-Zeelands wegwielrenner, veldrijder en mountainbiker.

## Carrière
Op de mountainbike werd Burnett tweede in de cross-countryrace voor beloften tijdens de Oceanische kampioenschappen van 2020. Een dag later werd hij, achter Anton Cooper, ook tweede op het nationale kampioenschap in dezelfde discipline, nu bij de eliterenners. Op de weg werd werd Burnett in januari 2021 vijfde in het eindklassement van de New Zealand Cycle Classic. Een week later werd hij twaalfde in de door Aaron Gate gewonnen Gravel and Tar Classic. In augustus van dat jaar werd hij nationaal kampioen veldrijden, voor Samuel Shaw en Brendon Sharratt. In mei 2022 won Burnett het jongerenklassement in de Joe Martin Stage Race.
In 2023 werd Burnett prof bij Bolton Equities Black Spoke. Zijn debuut voor de ploeg maakte hij in de New Zealand Cycle Classic. In de derde etappe, met aankomst op Admiral Hill, versloeg hij Adne van Engelen in de sprint-à-deux. In het eindklassement bleef enkel zijn ploeggenoot James Oram hem voor.
Nadat zijn ploeg ophield te bestaan, keerde Burnett terug bij MitoQ-NZ Cycling Project. In januari 2024 won hij de Gravel and Tar Classic, een eendagskoers die het peloton deels over onverharde wegen leidt.
In 2025 maakte Burnett de overstap naar het Spaanse Burgos Burpellet BH. Zijn debuut voor de ploeg maakte hij in de Ronde van Sharjah, waar hij in zowel de vierde etappe als het eindklassement tweede werd achter zijn landgenoot Josh Kench.

## Wegwielrennen

### Overwinningen
2022
Jongerenklassement Joe Martin Stage Race
2023
3e etappe New Zealand Cycle Classic
2024
Gravel and Tar Classic
3e etappe Ronde van Beauce
Eindklassement Ronde van Beauce

### Resultaten in voornaamste wedstrijden
|      | \| Jaar \| Clásica San Sebastián \| \| ---- \| --------------------- \| \| 2025 \| opgave \| |
| Jaar | Clásica San Sebastián                                                                        |
| 2025 | opgave                                                                                       |

## Veldrijden

### Overwinningen
2021-2022
 Nieuw-Zeelands kampioen

## Mountainbiken
2018
 Nieuw-Zeelands kampioenschap XCO junioren
2020
 Nieuw-Zeelands kampioenschap XCO elite
 Oceanië continentaal kampioenschap XCO beloften

## Ploegen
- 2022 –  MitoQ-NZ Cycling Project
- 2023 –  Bolton Equities Black Spoke
- 2024 –  MitoQ-NZ Cycling Project
- 2025 –  Burgos Burpellet BH

Batt · Bostock · Burnett · Christensen · Currie · Fitzsimons · Fouché · Gate · Gough · Jackson · Jones · Kench · Mudgway · O'Donnell · Oram · Scott · Sexton · Stewart · Townsend · Wright · Gardner (stagiair) · Hornblow (stagiair) · Vercouillie (stagiair)